# Ростовське градоначальництво
Ростовське градоначальництво — адміністративно-територіальна одиниця у складі,  області Війська Донського Російської імперії, яка утворена у 1904 році на базі Ростовського градоначальства Катеринославської губернії відомого з 1802.

## Склад градоначальництва
До складу градоначальництва входило 2 населених пункти - міста Ростов-на-Дону та Нахічевань-на-Дону.

## Градоначальники
Градоначальник користувався правами цивільного губернатора, проте був військовим.
- 08.04.1904—21.12.1905 — генерал-майор (з 17.04.1905 — генерал-лейтенант) граф Федір Карлович Коцебу-Пілар фон Пильхау
- 31.12.1905—09.01.1907 — генерал-майор Данило Васильович Драчевський[ru]
- 26.01.1907—16.11.1914 — генерал-майор (з 16.11.1914 — генерал-лейтенант) Іван Миколайович Зворикін[ru]
- 16.11.1914—14.02.1916 — генерал-майор Євген Костянтинович Климович[ru]
- 20.02.1916—04.08.1916 — генерал-майор Михайло Степанович Комісарів[ru]
- 15.08.1916—??.??.1917 — генерал-майор Петро Петрович Мейер[ru]
- 30.04.1918—28.10.1919 — Павло Тимофійович Семенов